# السيمانية (أسلم)

تعديل مصدري - تعديل

السيمانية هي إحدى قرى عزلة أسلم الوسط بمديرية أسلم التابعة لمحافظة حجة، بلغ تعداد سكانها 88 نسمة حسب تعداد اليمن لعام 2004.